# Módulos
Módulos est un groupe espagnol de rock, originaire de Madrid, actif entre 1969 et 1979. 

## Histoire
Pepe Robles, bien qu'il soit né à Madrid, est originaire de Torrox, dans la province de Malaga. « Le hasard a voulu que je naisse à Madrid, mais toute ma famille, mes frères et sœurs, mes parents, sont originaires de Malaga. Ma mère est venue à Madrid enceinte et m'a mis au monde ici », explique-t-il. Très jeune, il commence à se faire remarquer dans le groupe amateur Los Arlequines. Dans le milieu musical de l'époque, il rencontre le groupe Los Ángeles, alors l'un des plus célèbres, et parvient à prendre la place de bassiste d'Agustín Rodríguez. Robles, très conscient de ce qui se passe à l'étranger avec les big bands de l'époque et d'autres groupes moins connus, décide de s'éloigner des tendances musicales les plus répandues en Espagne et forme les Módulos, avec Tomás Bohórquez, Emilio Bueno et J. A. García Reyzábal, en 1969.
Leurs débuts à l'été 1969 sont le single Ya no me quieres / Recuerdos. Ce dernier, la face B, est une révision claire de Groovin' et It's a Beautiful Morning des Young Rascals. Une fois convaincus de leurs possibilités, ils signent chez Hispavox pendant quelques mois jusqu'à ce qu'ils donnent forme à leur premier album. Ce premier album, intitulé Realidad, sort en 1970, et contient l'une des ballades les plus remarquables du rock espagnol, Todo tiene su fin, classé premier des hit parades espagnols, et 56e des charts radio en mai 2021 au Pérou. Des années plus tard, cette ballade retrouve un grand succès avec la reprise du groupe cordouan Medina Azahara sortie en 1992. Bien que le succès commercial de leur chanson phare n'ait pas été répété au même niveau, Modulos est resté l'un des groupes les plus remarquables de la scène espagnole, publiant un album chaque année.
En 1973, Robles subit un accident de voiture qui faillit lui coûter la vie. Les Módulos continuent à travailler avec d'autres remplaçants, jusqu'à ce qu'ils retrouvent leur chanteur-guitariste et enregistrent Modulos 4 l'année suivante. Il s'agit d'un album qui recherche la commercialisation plutôt que l'expérimentation. Leur single Sólo palabras rappelle un mélange de Hey Jude des Beatles et de The Boxer de Simon and Garfunkel, mais il s'éloigne définitivement du traitement qu'ils avaient l'habitude de donner à leurs chansons. 
En 1978, ils enregistrent un album homonyme pour le modeste label Discos Mercurio, avec une plus grande liberté de composition, de nouveaux thèmes dans les paroles et des passages certainement expérimentaux, mais sans répercussion médiatique. Après quelques concerts sous le nom de TAO, Módulos se rend compte que leur carrière n'aura pas beaucoup de continuité, et ils se séparent en 1979.

## Discographie
- 1970 : Realidad
- 1971 : Variaciones
- 1972 : Plenitud
- 1974 : Módulos 4
- 1979 : Módulos
- 2000 : Pensado y hecho... en la intimidad